# Hiệp hội bóng đá Ukraina
Hiệp hội bóng đá Ukraina (tiếng Ukraina: Українська асоціація футболу) là tổ chức quản lý, điều hành các hoạt động bóng đá ở Ukraina. Liên đoàn quản lý đội tuyển bóng đá quốc gia nam và nữ, tổ chức các giải bóng đá như vô địch quốc gia và cúp quốc gia. Liên đoàn bóng đá Ukraina gia nhập FIFA và UEFA cùng năm 1992.